# Leopardus munoai
Leopardus munoai é uma espécie de gato-palheiro que vive no sul do Brasil e Uruguai. Pouco se conhece acerca dos hábitos de caça e dos cuidados parentais com os filhotes. Acredita-se que é um exímio caçador noturno, que caça principalmente pequenos mamíferos e aves.

## Evolução recente
Tudo indica que são espécies relativamente jovens, as quais começaram a se separar umas das outras cerca de meio milhão de anos antes do presente, durante o Pleistoceno (a Era do Gelo). Na América do Sul e no mundo, o Pleistoceno foi marcado por grandes flutuações climáticas, mas, de modo geral, essa época geológica teve diversos períodos relativamente mais secos e frios, com expansão das áreas de vegetação aberta. Isso provavelmente permitiu que os gatos-palheiros, originalmente animais andinos, conseguissem se espalhar rumo ao leste do continente.

## Trabalho de identificação
Trabalhos recentes foram feitos para deixar claro o patamar de espécie, sendo analisado o cruzamento apenas entre si. E outros atributos.